# IPhone 3GS

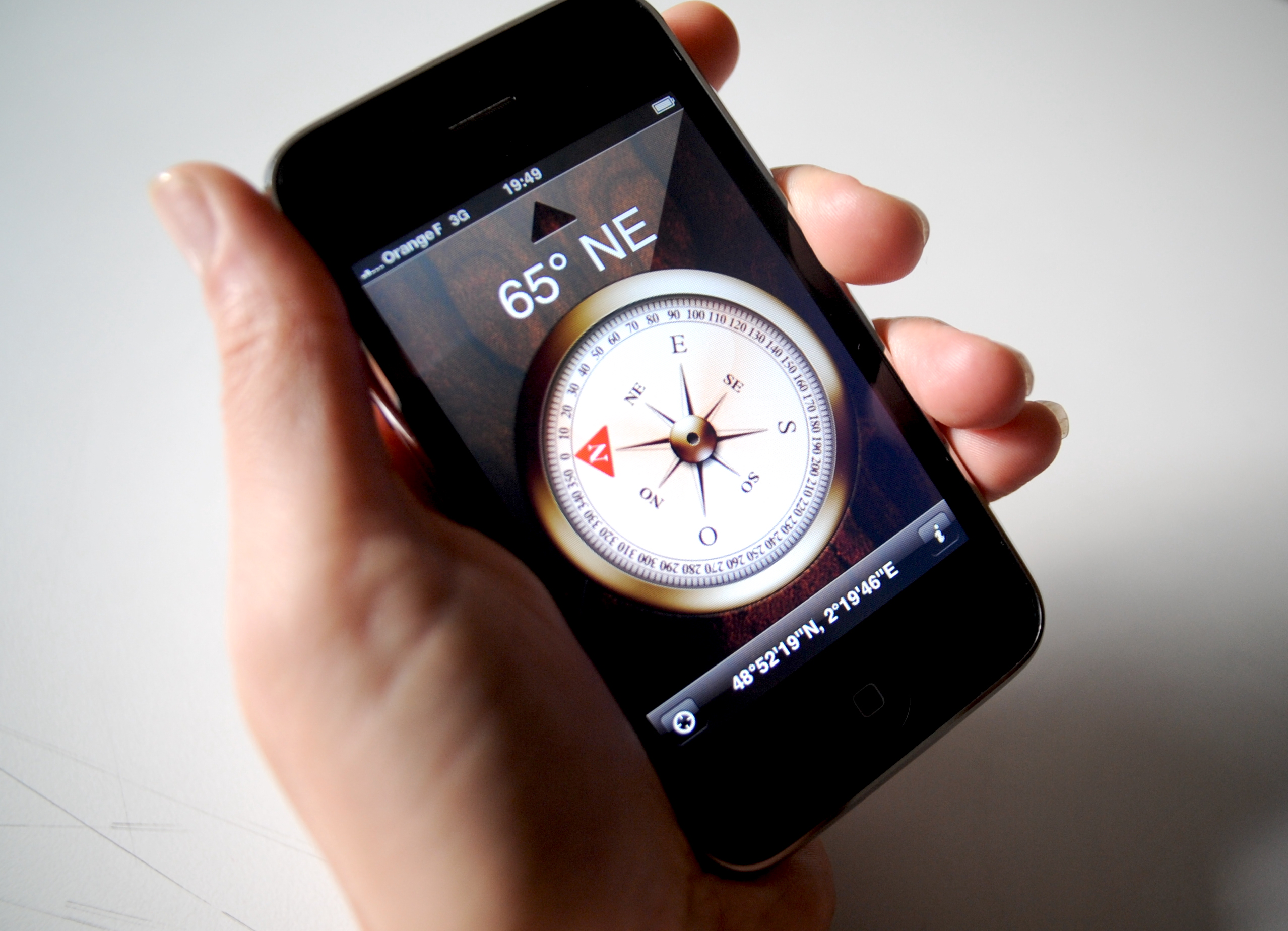
Un iPhone 3GS sur l'application boussole, le 18 juin 2009.

Ne doit pas être confondu avec iPhone 3G.
Pour les articles homonymes, voir iPhone (homonymie).
L'iPhone 3GS est un smartphone, modèle de la 3e génération d'iPhone d'Apple. Il est dévoilé le 8 juin 2009 lors de la WWDC au Moscone Center à San Francisco. Il suit l'iPhone 3G et précède l'iPhone 4.
La lettre « S » présente dans le nom vient du terme anglais « Speed » qui signifie « vitesse ».
Le smartphone comporte de nouvelles améliorations telles que le processeur graphique, un appareil photo avec 3 Mpx, une prise en charge du téléchargement qui reste limité.

## Lancement
Le smartphone est sorti le 19 juin 2009 aux États-Unis, au Canada, en France, en Allemagne, en Italie, en Espagne, en Suisse et au Royaume-Uni.

## Fin de commercialisation
Il n'est plus produit depuis 12 septembre 2012 à l'annonce de l'iPhone 5.

## Composition

### Écran
Son écran est un écran LCD Multi-touch de 3,5 pouces avec une résolution de 480 × 320 pixels et est doté d'un revêtement oléophobe résistant aux traces de doigts.

### Appareil photo
Il est équipé d'un appareil photo de 3 Mpx. Il dispose d'une mise au point automatique, d'une balance des blancs automatique et d'une macro automatique et est capable de capter des vidéos VGA jusqu'à 1,5 Mbits/s, 640 × 480 pixels, 30 images par seconde.

### Processeur et mémoire
iPhone 3GS est equipé d'un système sur une puce conçu et produit par Samsung pour le compte d'Apple contient un microprocesseur ARM Cortex-A8 à 600 MHz, une puce graphique PowerVR SGX535 et 256Mo de Memoire vive,.
Ses options de stockage sont de 8 Go, 16 Go et 32 Go.

## Conception
Il conserve la conception de son prédécesseur avec un boîtier en plastique brillant, des bords affinés et des boutons métalliques. Il arbore un logo argenté ayant un effet miroir.

## Logiciel
C'est le premier iPhone à utiliser le nouveau système d'exploitation mobile d'Apple : iOS. L'interface du système d'exploitation est basée sur le concept de manipulation directe, utilisant des gestes précis. Les éléments de contrôle de l'interface se composent de boutons.

## Problèmes
Peu de temps après sa commercialisation, certains utilisateurs signalent une surchauffe de l'appareil lors d'une utilisation intense, et d'autres signalent une décoloration de l'appareil due à la chaleur (en particulier sur les modèles blancs). Les problèmes de décoloration sont largement ignorés par la firme.

## Impact environnemental
Selon Apple, l'iPhone 3GS incarne les progrès qu'ils effectuent en matière de protection de l'environnement. Il est fabriqué sans PVC, sans brome, sans mercure, sans arsenic et contient des matériaux à base de fibres recyclées.